# Прутець Яблуницький
Пруте́ць Яблуни́цький (Пру́тчик) — річка в Українських Карпатах, у межах Надвірнянського району Івано-Франківської області. Ліва притока Пруту (басейн Дунаю). 

## Опис
Довжина 16 км, площа водозбірного басейну 114 км². Похил річки 20 м/км. Річка гірського типу, з кам'янистим дном і численними перекатами. Долина вузька, глибока. Річище слабозвивисте. 

## Розташування
Прутець Яблуницький бере початок на захід від села Поляниця, неподалік від гори Довга. Тече в межах масиву Ґорґани переважно на схід. Впадає до Пруту в селі Татарів. 
Над річкою розташоване село Поляниця і частина гірськолижного курорту Буковель. У пониззі річка тече територією Карпатського національного природного парку.
На лівій притоці, струмок Бо́гдан, за околицею с. Поляниця розташований водоспад Бо́гдан.

## Штучні водойми
У басейні р. Прутець Яблуницький на його лівій притоці - р. Гнилиця на території курорту Буковель у 2014 році збудовано штучну водойму для купання та водного відпочинку, яку назвали озеро Молодості. Розміри озера Молодості: довжина - 750 м; ширина - 140 м, максимальна глибина -  8 м; площа водного дзеркала - 6,8 га. Довжина пляжу - близько 2 км. Площа штучного озера Молодості приблизно така ж, як у відомого карпатського озера Синевир (4-7 га).